# Пастор
Пастор је назив за протестантског вјерског службеника, који потиче из латинског језика и значи „пастир“.
Назив „пастир“ је у самим зачецима хришћанства коришћен за Исуса Христа који је виђен као „добри пастир“ (јеванђеље по Јовану 10). Касније је овај назив прихваћен и за бискупе и њихове помоћнике, презвитере, као особе које дјелују у Христово име. У традицији реформације тај латински назив је остао преовладавајући кад се жели описати вјерски службеник у хришћанској заједници.